# Rurkonose
Rurkonose (Procellariiformes) – rząd ptaków z infragromady ptaków neognatycznych (Neognathae). Prawdopodobnie wyodrębniły się na wczesnym etapie ewolucji.

## Zasięg występowania
Rząd obejmuje ptaki oceaniczne.

## Cechy charakterystyczne
Cechami charakterystycznymi są:
- dość duży dziób, a w nim rurkowate nozdrza, przez które wydalany jest nadmiar soli
- jako jedyne ptaki neognatyczne mają dobry węch
- wydzielają substancję o zapachu piżma
- trzy przednie palce spięte błoną pławną
- lot szybowcowy, nad lądem lot aktywny krótki.

Większą część życia spędzają nad oceanami i otwartymi morzami (z tego powodu w Polsce pojawiają się sporadycznie). W lęgu składają jedno jajo, lecz same ptaki są z reguły długowieczne.

## Systematyka
Do rzędu należą następujące rodziny:
- Oceanitidae – oceanniki
- Diomedeidae – albatrosy
- Hydrobatidae – nawałniki
- Procellariidae – burzykowate